# راسيل مارتن (مقدم برامج إذاعية)
راسيل مارتن (بالإنجليزية: Russ Martin)‏ هو مقدم برامج إذاعية أمريكي، ولد في 4 أكتوبر 1960 في دالاس في الولايات المتحدة.

## وصلات خارجية
- راسيل مارتن على موقع ميوزك برينز (الإنجليزية)